# Sozialistische Reichspartei

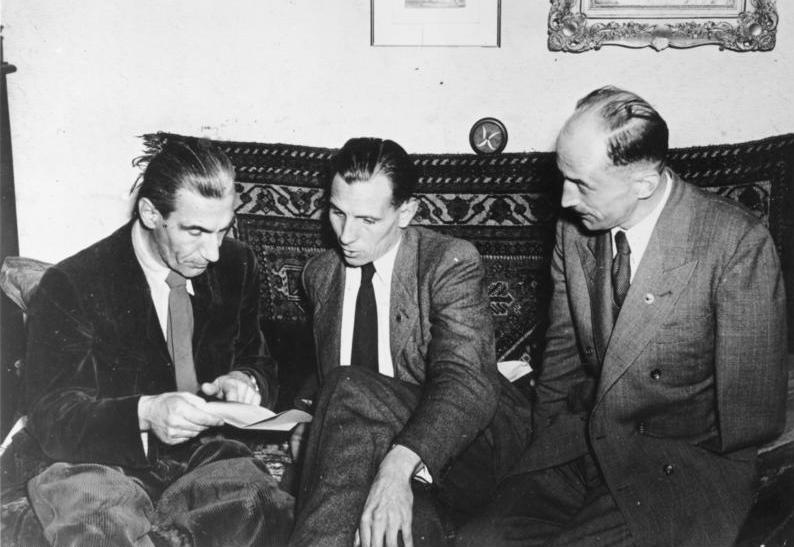
Fritz Dorls, Otto Ernst Remer en Wolf Graf von Westarp (1952)

De Sozialistische Reichspartei (SRP) was een neonazistische politieke partij in de beginjaren van de Bondsrepubliek Duitsland. Deze partij was in 1952 de eerste partij die in Duitsland door het grondwettelijk hof verboden werd. In 1956 was het verbod van de Kommunistische Partei Deutschlands het tweede en tot nu toe laatste verbod van een politieke partij in Duitsland.
De Sozialistische Reichspartei werd op 2 oktober 1949 opgericht door Otto Ernst Remer, een voormalig generaal-majoor van de Wehrmacht, de schrijver Fritz Dorls, Wolfgang Falck, August Finke, Bernhard Gericke, Gerhard Heinze, Helmut Hillebrecht, Gerhard Krüger en Wolf Graf von Westarp. Het ledenbestand van de SRP werd voor een groot deel gevormd door oud-leden van de NSDAP.
Bij de regionale verkiezingen in 1950 bleef de SRP in Noordrijn-Westfalen en Sleeswijk-Holstein met 0,2 respectievelijk 1,6 % van de stemmen onder de kiesdrempel. In 1951 kwam de SRP in de deelstaatparlementen van Nedersaksen en Bremen. In Nedersaksen haalde de partij 11,0 % en in Bremen 7,7 % van de stemmen.
Op 23 oktober 1952 werd de Sozialistische Reichspartei door het Bundesverfassungsgericht verboden. Het partijvermogen werd verbeurd verklaard en alle zetels van de SRP op deelstaats- en lokaal niveau vervielen.